# Scream Awards 2006
Los Premios Scream Awards de la cadena televisiva Spike fue un espectáculo de premiación anual dedicado al horror, ciencia ficción, y géneros de fantasía de Cine y Televisión. El espectáculo fue creado por los productores ejecutivos Michael Levitt, Cindy Levitt, y Casey Patterson.
La ceremonia se realizó el 10 de octubre  del año 2006, en el Teatro "Pantages" de Hollywood, California. La misma fue presentada por las coestrellas de Grindhouse, Rose McGowan, Marley Shelton y Rosario Dawson. El famoso Shock Rocker y Metalero Marilyn Manson presentó el premio "Scream Rock Immortal Award" a Ozzy Osbourne.  De igual forma hubo presentaciones de las agrupaciones de Rock My Chemical Romance y KoЯn consecutivamente.

## Premios especiales
- Premio al Icono de la Cómic-Con - Frank Miller (Comic-Con Icon Award).
- Premio a la Mente Maestra - Robert Rodriguez y Quentin Tarantino (Mastermind Award).
- Premio al Icono Inmortal del Rock - Ozzy Osbourne (Scream Rock Immortal Award).

## Estrenos Mundiales
- Superman II: El corto de Richard Donner, presentado por las anfitrionas Rosario Dawson, Rose McGowan y Marley Shelton.
- Grindhouse Presentado por Robert Rodriguez y Quentin Tarantino
- Saw III presentado por los actores Tobin Bell , Shawnee Herrero y el director Darren Lynn Bousman.

## Presentaciones
- "Welcome to the Black Parade" tocado en el escenario por My Chemical Romance.
- "Coming Undone" tocado en el escenario por KoЯn.

## Categorías competitivas
Los candidatos y los ganadores para cada categoría anunciada están listados abajo y los ganadores están listados en negrita.

### Premio "Ultimate Scream"
- Batman Begins
  - The Devil's Rejects
  - The Hills Have Eyes
  - Lost
  - Superman Returns

### Mejor Película de Horror
- The Devil's Rejects
  - Land of the Dead
  - High Tension
  - The Hills Have Eyes
  - Hostel

### Mejor Película de Fantasía
- Pirates of the Caribbean: Dead Man's Chest
  - Batman Begins
  - Harry Potter and the Goblet of Fire
  - King Kong
  - Superman Returns
  - Tim Burton's Corpse Bride

### Mejor Película de Ciencia Ficción
- V for Vendetta
  - Aeon Flux
  - A Scanner Darkly
  - Serenity
  - War of the Worlds

### Mejor Serie de televisión
- Battlestar Galactica
  - Doctor Who
  - Heroes
  - Masters of Horror
  - Smallville

### Mejor Secuela
- Pirates of the Caribbean: Dead Man's Chest
  - Batman Begins
  - The Hills Have Eyes
  - Saw II
  - Superman Returns

### Mejor Remake
- King Kong
  - Charlie and the Chocolate Factory
  - The Hills Have Eyes
  - The Omen
  - War of the Worlds

### Mejor Superhéroe
- Brandon Routh como Superman, Superman Returns
  - Christian Bale como Batman, de Batman Begins
  - Chris Evans como The Human Torch, de los Fantastic Four
  - Hugh Jackman como Wolverine, deX-Men: The Last Stand
  - Famke Janssen como Phoenix, de X-Men: The Last Stand

### Superhéroe más sexy
- Jessica Alba como The Invisible Woman, Fantastic Four
- Famke Janssen como Phoenix, de X-Men: The Last Stand
- Halle Berry como Storm,de X-Men: The Last Stand

### Mejor adaptación de Cine a Cómic
- Army of Darkness

### Mejor adaptación de Cómic a Cine
- X-Men: The Last Stand
  - Batman Begins
  - A History of Violence
  - Superman Returns
  - V for Vendetta

### Mutilación más memorable
- Remoción de ojos, Hostel
  - Comido vivo, Tierra de muertos
  - Apuñalado en un pozo de jeringas, Saw II
  - Suicidio por escopeta, The Hills Have Eyes
  - Vaporizado por extraterrestres, Guerra de los mundos

### Mejor Actuación Heroica
- Johnny Depp como Capitán Jack Sparrow,de Piratas del Caribe: el cofre del hombre muerto
  - Christian Bale como Batman,de Batman comienza
  - Viggo Mortensen como Tom Stall, de Una historia de violencia
  - Edward James Olmos como Comandante William Adama, de Battlestar Galactica
  - Hugo Weaving como V, de V for Vendetta

### Scream Queen
- Kate Beckinsale como Selene, Underworld: Evolution
  - Asia Argento como Slack, de Land of the Dead
  - Evangeline Lilly como Kate Austen, de Lost
  - Natalie Portman como Evey Hammond, de V for Vendetta
  - Naomi Watts como Ann Darrow, de King Kong

### Villano más vil
- Leslie Easterbrook, Sid Haig, Bill Moseley y Sheri Moon Zombie como la familia Firefly (Mother Firefly, Captain Spaulding, Otis B. Driftwood y Baby respectivamente), de The Devil's Rejects
  - Tobin Bell como Jigsaw, Saw II
  - Sir Ian McKellen como Magneto, X-Men: The Last Stand
  - Cillian Murphy como Espantapájaros, Batman comienza
  - Philippe Nahon como The Killer, High Tension

### Aparición más destacada
- Jennifer Carpenter como Emily Rose, El exorcismo de Emily Rose
  - Adewale Akinnuoye-Agbaje como Mr. Eko, Lost
  - Tricia Helfer como Número Seis, Battlestar Galactica
  - Brandon Routh como Superman, Superman Returns
  - Katee Sackhoff como Starbuck, Battlestar Galactica

### Premio "Holy Sh! T" / "Jump-From-Your-Seat"
- Remoción de ojos, Hostel
  - Vainas alienígenas emergen de la Tierra, Guerra de los Mundos
  - El tiroteo del restaurante, Una historia de violencia
  - El transbordador espacial / rescate Boeing 777, Superman regresa
  - La secuencia del tren, Batman comienza

### Premio al mejor "Estante en el estante"
- Vampirella
  - Emma Frost
  - Lady Death
  - Power Girl
  - Wonder Woman